# Glycin-N-karboxyanhydrid
Glycin-N-karboxyanhydrid je organická sloučenina se vzorcem HNCH(CO)2O, nejjednodušší heterocyklus ze skupiny 2,5-oxazolidindionů a také nejjednodušší N-karboxyanhydrid aminokyseliny.

## Příprava
Tato bezbarvá pevná látka se dá získat reakcí fosgenu s glycinem. Použít lze také Schiffovy zásady odvozené od aminokyselin.